# Rally Rías Baixas de 1997
El Rally Rías Baixas de 1997, oficialmente 33.º Rally Rías Baixas, fue la trigesimotercera edición y la novena cita de la temporada 1997 del Campeonato de España de Rally. Fue también puntuable para el Desafío Peugeot, la Copa Ibiza y la Supercopa ZX. Se celebró del 25 al 27 de julio y contó con un itinerario de 158 km cronometrados.

## Clasificación final
| Pos. | Piloto                | Copiloto               | Automóvil               | Tiempo  | Diferencia |
| ---- | --------------------- | ---------------------- | ----------------------- | ------- | ---------- |
| 1.   | Jaime Azcona          | Julius Billmaier       | Peugeot 306 Maxi        | 1:44:45 | 0.0        |
| 2.   | Javier Piñeiro        | Manuel Ferreiro        | Renault Clio Maxi       | 1:49:25 | +4:40      |
| 3.   | Miguel Ángel Fuster   | José Vicente Medina    | Peugeot 106 Kit Car     | 1:50:41 | +5:56      |
| 4.   | Germán Castrillón     | José Manuel López      | Ford Escort RS Cosworth | 1:51:53 | +7:08      |
| 5.   | Sergio Vallejo        | Diego Vallejo          | Citroën ZX 16V          | 1:52:06 | +7:21      |
| 6.   | Salvador Cañellas Jr. | Alberto Sanchís        | SEAT Ibiza GTi 16V      | 1:53:12 | +8:27      |
| 7.   | Germán Gómez          | Juan Barros            | Renault Clio Williams   | 1:53:15 | +8:30      |
| 8.   | Manuel Cabo           | Francisco J. Rodríguez | SEAT Ibiza GTi 16V      | 1:53:19 | +8:34      |
| 9.   | Antonio Garrido       | José Alfredo Álvarez   | Subaru Impreza WRX      | 1:53:43 | +8:58      |
| 10.  | Ignacio Sanfilippo    | Eduardo Incera         | Peugeot 106 Rallye      | 1:53:54 | +9:09      |